# Achipteria longisetosa
Achipteria longisetosa är en kvalsterart som beskrevs av H. Weigmann och Murvanidze 2003. Achipteria longisetosa ingår i släktet Achipteria och familjen Achipteriidae. Inga underarter finns listade i Catalogue of Life.